# Jagdfliegerführer 1
Jagdfliegerführer 1 war ab dem 22. Juli 1940 die Bezeichnung einer Dienststellung bzw. einer Kommandobehörde auf Brigadeebene der deutschen Luftwaffe im Zweiten Weltkrieg. Ihre Hauptaufgabe war die Luftraumverteidigung im Deutschen Reich.

## Geschichte
Die Kommandobehörde des Jagdfliegerführers 1 wurde am 22. Juli 1940 in Jever aufgestellt. Sie führte die Tagjagdgeschwader im Bereich des Luftwaffenbefehlshabers Mitte und nahm die Luftraumverteidigung über dem Deutschen Reich wahr. Nach der Auflösung des Jagdfliegerführers 1 Anfang 1941 erfolgte am 1. April 1941 die Aufstellung des Jagdfliegerführers Mitte, der die Aufgaben fortführte. Im Winter 1941/42 wurde der Jagdfliegerführer Mitte in die 1. Nachtjagddivision eingegliedert.

## Jagdfliegerführer
| Dienstgrad   | Name                                             | Datum                                |
| ------------ | ------------------------------------------------ | ------------------------------------ |
| Generalmajor | Theodor Osterkamp                                | 22. Juli 1940 bis 31. Dezember 1940  |
| Oberst       | Eitel-Friedrich Roediger Freiherr von Manteuffel | 1. April 1941 bis 15. September 1941 |

## Unterstellung
| Unterstellung                | von           | bis             |
| ---------------------------- | ------------- | --------------- |
| Luftflotte 1                 | 22. Juli 1940 | 1. April 1941   |
| Luftwaffenbefehlshaber Mitte | 1. April 1941 | 1. Februar 1942 |

## Unterstellte Verbände
| 1. September 1941 |                                                                                                  |
| ----------------- | ------------------------------------------------------------------------------------------------ |
| 1. September 1941 | Jagdfliegerführer Deutsche Bucht; Jagdfliegerführer Holland-Ruhrgebiet; Jagdfliegerführer Berlin |